# Nazionale maschile di pallacanestro dell'Arabia Saudita
La nazionale di pallacanestro dell'Arabia Saudita (منتخب السعودية لكرة السلة) è la rappresentativa cestistica dell'Arabia Saudita ed è posta sotto l'egida della Federazione cestistica dell'Arabia Saudita.

## Piazzamenti

### Campionati asiatici
- 1989 - 7°
- 1991 - 9°
- 1993 - 6°
- 1995 - 6°
- 1997 - 4°

- 1999 -  3°
- 2001 - ritirata
- 2005 - 8°
- 2013 - 13°
- 2022 - 14°

### Giochi asiatici
- 1978 - 12°
- 1990 - 9°
- 1994 - 7°
- 2014 - 13°

## Formazioni

### Campionati asiatici
Campionato asiatico maschile di pallacanestro 20054 Sharahili, 5 al-Quraish, 6 Ibrahim, 7 Fallata, 8 Falatah, 9 al-Takroni, 10 al-Hwasawi, 11 Darwish, 12 Samater, 13 al-Nasser, 14 Alhaji, 15 al-Qubaiee,        All. Anton Vujanić
Campionato asiatico maschile di pallacanestro 20134 Mo. al-Marwani, 5 M. al-Muwallad, 6 al-Sager, 7 al-Kaabi, 8 al-Salek, 9 al-Hawsawi, 10 Abu-Jabal, 11 al-Muhanna, 12 Ma. al-Marwani, 13 al-Mukhtar, 14 A. al-Muwallad, 15 Abo-Jalas,        All. Nenad Krdžić
Campionato asiatico maschile di pallacanestro 20222 A. al-Muwallad, 4 Mo. al-Marwani, 5 M. al-Muwallad, 6 Ma. al-Marwani, 7 al-Sager, 8 Belal, 10 Abdel-Gabar, 14 al-Hawsawi, 15 Abo-Jalas, 20 Shuabyli, 35 Mohammed, 99 Kadi,        All. Mohamed el-Kerdany
Template:Arabia Saudita maschile pallacanestro asiatico 2025

## Nazionali giovanili
- Nazionale Under-18
- Nazionale Under-16